# Audubon Avenue
Pour les articles homonymes, voir Audubon.
Audubon Avenue est une artère de New York. 

## Situation et accès
Située dans le quartier de Washington Heights dans le Upper Manhattan, l'avenue Audubon forme un axe nord-sud, parallèle à l'Amsterdam Avenue.
L'avenue Audubon débute au sud sur St. Nicholas Avenue et rejoint au nord Fort George Avenue.

## Origine du nom
Elle rend mémoire au naturaliste américain d'origine française, Jean-Jacques Audubon qui possédait une ferme dans ce quartier.

## Historique
À la fin du XIXe siècle, un parc d'attractions, Fort George (en), occupait la partie nord d'Audubon Avenue. C'était un lieu animé avec des montagnes russes, des carrousels et des spectacles qui disparu en 1914. Le site est devenu le Highbridge Park (en).